# Leo III van Armenië
Leo III (Armeens: Լեիոն Բ, Levon II) (1236 — Sis, 6 februari 1289) was als Leo III vorst van Armenië en als Leo II koning van Cilicisch-Armenië van 1269/1270 tot 1289. Hij was een zoon van koning Hethum en koningin Isabella.
In 1262 trouwde Leo met Keran (Kir Anna), de dochter van prins Hethum van Lampron.
Toen koning Hethum in 1266 naar een bijeenkomst met Mongoolse leiders was, werd Armenië aangevallen door de mammelukken bij de Slag bij Mari; daarbij werd Leo (III) gevangengenomen en zijn jongere broer Thoros gedood. Leo en 40.000 Armeense soldaten werden gevangengezet. Toen Hethum I weer thuiskeerde, wist hij zijn zoon vrij te kopen voor veel losgeld, plus het opgeven van een aantal forten en het vrijlaten van een paar belangrijke mammelukken.

## Huwelijk en kinderen
Tijdens zijn huwelijk met Keran kreeg hij vijftien kinderen, van wie er vijf de troon zouden bestijgen:
- Hethum II (regeerde 1289 tot 1293, 1294 tot 1297, 1299 tot 1307)
- Prinses Fimi van Armenië (geb. c. 1266)
- Prinses Sybil van Armenië (geb. c. 1269)
- Thoros III (regeerde 1293 tot 1298)
- Prins Ruben van Armenië (geb. c. 1272)
- Prinses Zablun van Armenië (geb c. 1274)
- Isabelle (Zabel) of Sybil, prinses van Armenië (geb .c. 1276)
- Sempad (regeerde 1297 tot 1299)
- Constantijn III (regeerde 1299)
- Isabella van Armenië (died c. 1321), huwde met Amalrik van Tyre
- Prinses Theophane van Armenië (geb c. 1278)
- Rita van Armenië, huwde met Michaël IX Palaiologos, medekeizer van het Byzantijnse Rijk met zijn vader Andronikos II Palaiologos
- Prins Nerses van Armenië (geb c. 1279)
- Oshin (regeerde 1308 tot 1320)
- Prins Alinakh van Armenië (geb. c. 1283)